# Amphicyon
Amphicyon (griech. ἀμφί amphí "beidseitig, herum", κύων kýōn "Hund") ist eine ausgestorbene Gattung der Amphicyonidae. Sie kam im Miozän Nordamerikas, Eurasiens und Afrikas vor.

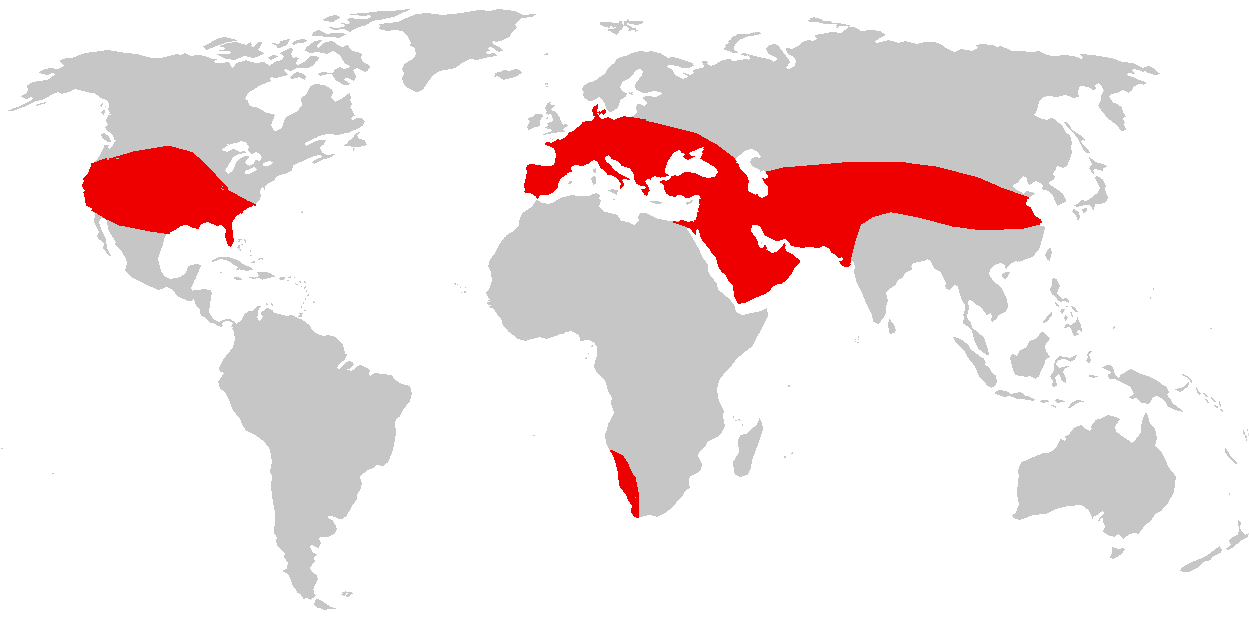
Verbreitungsgebiet von Amphicyon

Amphicyon vereinigte Merkmale von Bären, wie die breiten Tatzen, nicht rückziehbare Krallen und Merkmale von Katzen wie die lange biegsame Wirbelsäule. Auch der lange Schwanz erinnerte an Katzen. Der Schädel war dagegen relativ lang und hundeähnlich gestreckt.
Amphicyon war ein gewaltiges Raubtier und repräsentierte zusammen mit Ischyrocyon das größte Landraubtier Nordamerikas während des mittleren und späten Miozän. Dass die Tiere sich von Fleisch ernährten zeigen der Bau und die Abnutzungsspuren der Backenzähne. Die gewaltigen Tiere vereinigten dabei morphologische Eigenschaften eines Pirschjägers mit denen eines Hetzjägers. Demzufolge scheinen sie ihre Beute über längere Strecken, aber weniger schnell, verfolgt zu haben als heutige Pirschjäger. Vermutlich wurde die Beute durch Bisse in Brustkorb und Halsbereich getötet.
Die starken Backenzähne und der hohe Scheitelkamm, der vor allem als oberer Ansatzpunkt und Widerlager für die Kaumuskulatur diente, lassen vermuten, dass diese Räuber in der Lage waren große Knochen aufzubeißen, ähnlich wie heutige Hyänen. Dennoch war Amphicyon vermutlich kein reiner Aasfresser. Der Körperbau spricht dafür, dass die Tiere sich ähnlich wie heutige Großkatzen anpirschten und aktiv jagten. Der lange Schwanz diente als Balancierorgan bei Verfolgungsjagden. Eine der bekanntesten Arten der Gattung war Amphicyon giganteus aus dem frühen Miozän. Die Männchen könnten ein Gewicht von über 300 kg erreichen, Weibchen wogen etwa 160 kg. Amphicyon giganteus ist auch aus Arrisdrift in Namibia vor etwa 17 Millionen Jahren nachgewiesen.
In Europa wurde Amphicyon giganteus im mittleren Miozän von der sehr erfolgreichen Art Amphicyon major ersetzt. Amphicyon major war mit 120 kg (Weibchen) bis 220 kg (Männchen) Körpergewicht deutlich kleiner, erreichte aber dennoch die Ausmaße eines heutigen Löwen. Diese Art verschwand vor etwa 10 Millionen Jahren im späten Miozän. Einige weniger bekannte Arten, wie Amphicyon grutmani (Deutschland, Österreich) und Amphicyon pannonicus (Ungarn) überlebten bis ins späteste Miozän (Turolian). Sie waren mit über 200 kg Körpergewicht ähnlich groß und vermutlich ebenfalls aktive Jäger.
Weitere Arten des europäischen Miozän waren Amphicyon longiramus und Amphicyon castellanus.